# Энергетика Рязанской области
Энергетика Рязанской области — сектор экономики региона, обеспечивающий производство, транспортировку и сбыт электрической и тепловой энергии. По состоянию на начало 2021 года, на территории Рязанской области эксплуатировались 6 тепловых электростанций общей мощностью 3715,2 МВт. В 2020 году они произвели 4247 млн кВт·ч электроэнергии.

## История
Первые небольшие электростанции в Рязанской области появились в конце 19 века. Упоминания о первой электростанции в Рязани относятся к 1895 году, её смонтировал купец Фёдоров, владелец кроватной мастерской. В том же году динамо-машину, освещавшую торговый дом и часть улицы, установили купцы Шульгины. Позднее появились электростанции на железнодорожном вокзале, винном складе, губернской земской больнице. В 1905 году электростанцию, освещавшую несколько улиц, построил предприниматель Сергей Морозов. В 1913 году им же была введена в эксплуатацию первая в Рязани электростанция общего пользования, вырабатывавшая постоянный ток напряжением 100 В. Первоначально её оборудование включало два дизель-генератора общей мощностью 300 кВт, к 1917 году мощность электростанции была увеличена до 800 кВт. Эта электростанция, позволившая наладить уличное электрическое освещение, просуществовала до 1937 года.
В 1922 году по плану ГОЭЛРО была построена Скопинская центральная электростанция (ЦЭС), обеспечившая электроэнергией сразу два района. В 1930 году в Рязань по линии электропередачи напряжением 110 кВ начала поступать электроэнергия с Каширской ГРЭС; таким образом, Рязань была присоединена к Московской энергосистеме. С середины 1940-х годов в сельских районах области активно строятся малые гидроэлектростанции, крупнейшими из которых стали Кузьминская ГЭС мощностью 1 МВт на Оке, введённая в эксплуатацию в 1948 году, и Рассыпухинская ГЭС мощностью 2 МВт на Мокше, построенная в 1953 году. Всего в 1946—1961 годах в Рязанской области были построены 94 малые ГЭС общей мощностью почти 15 МВт. По мере подключения сельских районов к централизованному энергоснабжению (этот процесс был окончательно завершён к началу 1970-х годов) небольшие местные электростанции выводились из эксплуатации.
В 1953 году в Рязани было начато строительство ТЭЦ завода тяжёлого кузнечно-прессового оборудования (ныне — Дягилевская ТЭЦ). Первые два турбоагрегата станции общей мощностью 24 МВт были введены в эксплуатацию в 1958 году, впоследствии ТЭЦ неоднократно расширялась. Также в 1953 году начали возводить Ново-Рязанскую ТЭЦ, её первый турбоагрегат заработал в 1959 году, а к 1970 году мощность станции достигла 400 МВт.
Строительство крупнейшей электростанции региона, Рязанской ГРЭС, было начато в 1968 году, первый энергоблок пустили в 1973 году, последний, шестой — в 1981 году, после чего мощность станции достигла 2800 МВт. В 1979 году с созданием районного энергетического управления (РЭУ) «Рязаньэнерго» энергосистема Рязанской области была выделена из состава «Мосэнерго». В 1985 году вблизи рязанской ГРЭС было начато строительство экспериментальной ГРЭС-24, предназначенной для отработки технологии производства электроэнергии при помощи МГД-генератора. Но концепция такого генератора оказалась недостаточно проработанной, и ГРЭС-24 была введена в эксплуатацию в 1988 году как обычная паротурбинная электростанция.
В 2010 году ГРЭС-24 была трансформирована в парогазовую электростанцию путём монтажа газотурбинной установки. В 2012 году была введена в эксплуатацию Сасовская ГТ-ТЭЦ, в 2012 году — Касимовская ГТ-ТЭЦ. В 2017 году был пущен парогазовый энергоблок на Дягилевской ТЭЦ.

## Генерация электроэнергии
По состоянию на начало 2021 года, на территории Рязанской области эксплуатировались 6 тепловых электростанций общей мощностью 3715,2 МВт — Рязанская ГРЭС, ГРЭС-24 (организационно входит в состав Рязанской ГРЭС), Ново-Рязанская ТЭЦ, Дягилевская ТЭЦ, Сасовская ГТ ТЭЦ, Касимовская ГТ ТЭЦ.

### Рязанская ГРЭС
Расположена в г. Новомичуринске, единственный источник теплоснабжения города. Крупнейшая электростанция региона. Блочная паротурбинная конденсационная электростанция, в качестве топлива использует бурый уголь и природный газ. Турбоагрегаты станции введены в эксплуатацию в 1973—2016 годах. Установленная электрическая мощность станции (без учёта организационно входящей в состав станции ГРЭС-24) — 2710 МВт, тепловая мощность — 180 Гкал/час. Оборудование станции скомпоновано в шесть энергоблоков, каждый из которых включает в себя турбоагрегат и котлоагрегат. Три энергоблока имеют мощность по 260 МВт, один — 330 МВт и два — по 800 МВт. Также имеются два паровых котла и два водогрейных котла. Принадлежит ПАО «ОГК-2».

### ГРЭС-24
Расположена в г. Новомичуринске, организационно входит в состав Рязанской ГРЭС. Парогазовая электростанция (фактически с 2020 года, после вывода из эксплуатации газотурбинной установки, является паротурбинной электростанцией), в качестве топлива использует природный газ. Турбоагрегат станции введён в эксплуатацию в 1988 году. Установленная электрическая мощность станции — 310 МВт, тепловая мощность — 32,5 Гкал/час. Оборудование станции включает паротурбинный турбоагрегат, котлоагрегат и выведенную из эксплуатации газотурбинную установку. Принадлежит ПАО «ОГК-2».

### Ново-Рязанская ТЭЦ
Расположена в г. Рязань, крупнейший источник теплоснабжения города. Паротурбинная теплоэлектроцентраль, в качестве топлива использует природный газ. Турбоагрегаты станции введены в эксплуатацию в 1959—2017 годах. Установленная электрическая мощность станции — 430 МВт, тепловая мощность — 1458,3 Гкал/час. Оборудование станции включает в себя девять турбоагрегатов, из них три мощностью 25 МВт, один 30 МВт, два по 50 МВт, один — 60 МВт, один — 65 МВт и один — 100 МВт, а также семь котлоагрегатов. Принадлежит ООО «Ново-Рязанская ТЭЦ».

### Дягилевская ТЭЦ
Расположена в г. Рязань, один из источников теплоснабжения города. Теплоэлектроцентраль смешанной конструкции, включает паротурбинную часть и парогазовый энергоблок, в качестве топлива использует природный газ. Эксплуатируемые в настоящее время турбоагрегаты станции введены в эксплуатацию в 1975—2017 годах, при этом сама станция эксплуатируется с 1958 года. Установленная электрическая мощность станции — 229,163 МВт, тепловая мощность — 354 Гкал/час. Оборудование паротурбинной части станции включает в себя два турбоагрегата, мощностью 50 МВт и 60 МВт, а также два котлоагрегата и водогрейный котёл. Парогазовый энергоблок оборудован двумя газотурбинными установками мощностью 43,464 МВт и 44,213 МВт, двумя котлами-утилизаторами и паротурбинным турбоагрегатом мощностью 31,486 МВт Принадлежит ПАО «Квадра».

### Сасовская ГТ-ТЭЦ
Расположена в г. Сасово, крупнейший источник теплоснабжения города. Газотурбинная теплоэлектроцентраль, в качестве топлива использует природный газ. Турбоагрегаты станции введены в эксплуатацию в 2010 году. Установленная электрическая мощность станции — 18 МВт, тепловая мощность — 82 Гкал/час. Оборудование станции включает в себя два турбоагрегата, мощностью по 9 МВт, и два котла-утилизатора. Принадлежит АО «ГТ Энерго».

### Касимовская ГТ-ТЭЦ
Расположена в г. Касимов, крупнейший источник теплоснабжения города. Газотурбинная теплоэлектроцентраль, в качестве топлива использует природный газ. Турбоагрегаты станции введены в эксплуатацию в 2012 году. Установленная электрическая мощность станции — 18 МВт, тепловая мощность — 80 Гкал/час (при этом к тепловым сетям станция не подключена и в теплоснабжении не участвует). Оборудование станции включает в себя два турбоагрегата, мощностью по 9 МВт, и два котла-утилизатора. Принадлежит АО «ГТ Энерго».

## Потребление электроэнергии
Потребление электроэнергии в Рязанской области (с учётом потребления на собственные нужды электростанций и потерь в сетях) в 2020 году составило 6483 млн кВт·ч, максимум нагрузки — 996 МВт. Таким образом, Рязанская область является энергодефицитным регионом по электроэнергии и энергоизбыточным по мощности. Функции гарантирующего поставщика электроэнергии выполняют ПАО «Рязанская энергосбытовая компания» и ООО «Рязанская городская муниципальная энергосбытовая компания».

## Электросетевой комплекс
Энергосистема Рязанской области входит в ЕЭС России, являясь частью Объединённой энергосистемы Центра, находится в операционной зоне филиала АО «СО ЕЭС» — «Региональное диспетчерское управление энергосистемы Рязанской области» (Рязанское РДУ). Энергосистема региона связана с энергосистемами Московской области по двум ВЛ 500 кВ, одной ВЛ 220 кВ и семи ВЛ 110 кВ, Владимирской области по двум ВЛ 110 кВ, Нижегородской области по одной ВЛ 220 кВ, Мордовии по двум ВЛ 110 кВ, Тамбовской области по одной ВЛ 500 кВ, одной ВЛ 220 кВ и одной ВЛ 110 кВ, Липецкой области по двум ВЛ 500 кВ и двум ВЛ 110 кВ, Тульской области по одной ВЛ 750 кВ (включена на 500 кВ), одной ВЛ 220 кВ и двум ВЛ 110 кВ.
Общая протяжённость расположенных на территории Рязанской области 183 линий электропередачи напряжением 110—500 кВ составляет 3113,4 км. Магистральные линии электропередачи напряжением 220—500 кВ эксплуатируются филиалом ПАО «ФСК ЕЭС» — «Приокское ПМЭС», распределительные сети напряжением 110 кВ и ниже — филиалом ПАО «Россети Центр и Приволжье» — «Рязаньэнерго» (в основном) и территориальными сетевыми организациями.